# Microsoft 365
Microsoft 365, talvolta Microsoft 365 Copilot (fino al 21 aprile 2020 noto come Office 365)  è un servizio in abbonamento fornito da Microsoft che comprende la suite Office, nato come evoluzione nel cloud della stessa.

## Descrizione
Microsoft 365 è un prodtto SaaS il cui abbonamento si concretizza in sottoscrizioni e relativi piani di pagamento.
Per uso domestico, Microsoft 365 viene venduto in due opzioni, una per uso personale e l'altra per uso familiare, quest'ultimo con dispositivi illimitati. Nella sua versione aziendale esiste la possibilità di sottoscrizione in prova gratuita della durata di 30 giorni. Alcune versioni aziendali presuppongono la creazione di un tenant Azure, ovvero un dominio intestato alla ragione sociale dell'impresa o ente pubblico.
Microsoft 365 consente di utilizzare online tutti i software del pacchetto Office alla versione più aggiornata, fra cui sono presenti Outlook (software di tipo organizzativo per la gestione di e-mail, calendario e rubrica), il word processor Word, il foglio elettronico Excel, PowerPoint (per la creazione di presentazioni), oltre a tutti gli altri software della suite, a seconda dell'abbonamento.
La logica di vendita passa da quella di prodotto su licenza perpetua a quella di servizio. Insieme agli applicativi sopra elencati, infatti, viene concesso spazio di archiviazione su OneDrive, il servizio cloud di Microsoft nonché di videoconferenze tramite Microsoft Teams. Infine, è garantito anche l'uso offline e il supporto multipiattaforma (Windows, macOS, iOS, iPadOS e Android). Essendo stato ritirato nella primavera 2025, non è più disponibile Skype che permetteva un certo quantitativo di minuti di chiamate e videochiamate,
Con un unico abbonamento è possibile installare Microsoft 365 in più dispositivi ma, allo stato attuale, alcune applicazioni non sono disponibili per tutte le piattaforme; in particolare, Microsoft Access e Microsoft Publisher sono disponibili soltanto per a famiglia di sistemi operativi Windows.
Le applicazioni comprese in Microsoft 365, a seconda delle versioni, sono le seguenti:
- Access (Windows)
- Excel (Windows, macOS, iOS, iPadOS, Android, online)
- OneNote (Windows, macOS, iOS, iPadOS, Android, online); da non confondere questa versione con l'app gratuita UWP già compresa in Windows 10 e Windows 11 (OneNote for Windows)
- Outlook (completo per Windows e macOS; solo servizio webmail di Outlook.com per iOS, iPadOS, Android e online; online completo solo in alcune versioni Enterprise[8])
- PowerPoint (Windows, macOS, iOS, iPadOS, Android, online)
- Publisher (Windows)
- Word (Windows, macOS, iOS, iPadOS, Android, online)

L'abbonamento a Microsoft 365 permette di utilizzare Microsoft Defender, scaricabile anche singolarmente da Microsoft Store.
Le versioni disponibili di Microsoft 365 sono le seguenti (la combinazione di prodotti contenuti in ogni piano è disponibile sul sito Microsoft dedicato):
- Gratuito per studenti e insegnanti: Microsoft 365 Education
- Per uso domestico: 
  - Microsoft 365 Family
  - Microsoft 365 Personal
- Per uso aziendale, piani suddivisi tra "aziende" e "grandi imprese" (tutte le versioni permettono l'uso a più persone e su più dispositivi): 
  - Microsoft 365 Business Basic
  - Microsoft 365 Business Standard
  - Microsoft 365 Business Premium
  - Microsoft 365 Apps for business
- Per usi speciali: Microsoft 365 Nonprofit (Charity), Microsoft 365 Government, Microsoft 365 per gli Operatori sul Campo, Microsoft 365 Grandi Imprese (include altri servizi Microsoft oltre a quelli legati ad Office), Microsoft 365 for Developers (legato al Developer program di Microsoft).

Alcuni piani business contengono anche Microsoft Visio mentre non fa parte di 365 Microsoft Project . Da quando Skype for Business è stato ritirato, non fa più parte dei piani aziendali.
Il software di creazione moduli Microsoft InfoPath non è compreso né in Microsoft 365 né in Office 2016 e versioni successive, ma gli utenti con una licenza attiva di una di queste versioni possono comunque utilizzarlo scaricandone gratuitamente l'ultima versione disponibile, ovvero la 2013, il cui supporto è stato esteso fino al 2026.
I principali servizi online compresi sono, a seconda delle versioni :
- OneDrive for Business (per le aziende) oppure più spazio di archiviazione su OneDrive personale (per uso domestico)
- Microsoft Teams: HUB di collaborazione e piattaforma per virtual meeting (riunioni virtuali da remoto) e conference call
- Exchange Online: sistema di messaggistica e posta elettronica
- SharePoint Online: soluzione per la collaborazione e la condivisione di documenti e informazioni
- Yammer (chiamato Viva Engage da febbraio 2023): servizio di social network aziendale.
- Stream: soluzione di video streaming, strutturata in canali e integrata in Microsoft 365
- Microsoft Planner: strumento di gestione dei tasks per i gruppi di lavoro e a supporto dei progetti
- Family Safety: strumento dedicato alle famiglie e ai genitori, con condivisione della posizione dei familiari, spostamenti e viaggi.[13]
- Microsoft Dictate: riconoscimento vocale[14][15]
- Azure Information Protection
- Microsoft Intune

Servizi specifici per i piani "grandi imprese":
- Microsoft Endpoint Manager
- Power BI Pro
- Azure Active Directory Premium
- Microsoft Defender per Office 365
- Protezione delle informazioni e governance
- Microsoft Defender per endpoint
- Microsoft Defender per identità
- Microsoft Defender for Cloud Apps
- Gestione dei rischi Insider
- Connessioni di terze parti integrate
- Audioconferenza
- Sistema telefonico
- Advanced eDiscovery e Audit avanzato

Vi sono altri servizi molto specifici e avanzati per i piani E5, E3 ed F3  (l'elenco completo e aggiornato si trova sul sito Microsoft dedicato a 365).
Essendo compreso il servizio Exchange, nelle versioni aziendali di Microsoft 365 si dispone di una casella di posta elettronica con dominio personalizzato (utilizzabile mediante Outlook). Oppure, per utilizzo casalingo, è sufficiente Outlook.
Microsoft 365 consente di utilizzare le applicazioni della suite Office anche in versione offline in quanto questa viene installata in locale quando si acquista il servizio. Per mantenere la possibilità occorre accedere alle app online almeno una volta ogni 39 giorni, cosa che comunque andrebbe eseguita normalmente anche per scaricare gli aggiornamenti. Passati i 39 giorni, la versione cloud ha qualche funzione in meno mentre quella offline rimane completa di tutte le funzioni. Comunque, una volta eseguito l'accesso online, anche dopo il periodo indicato, l'account viene riattivato immediatamente e le app riacquistano tutte le feature.
Essendo Microsoft 365 un servizio, le app della suite sono sempre aggiornate all'ultima edizione office e/o versione disponibile. Microsoft 365 è disponibile per Windows 7 Service Pack 1 e versioni successive ed è pertanto l'unico modo per ottenere le ultime versioni delle app desktop per Windows 7 poiché, con la fine del supporto Microsoft per questo sistema operativo, l'ultima edizione disponibile di Office per Windows 7 è la 2016, mentre la 2019 non è compatibile.
Dal marzo 2023 Microsoft 365 integra un'intelligenza artificiale simile a ChatGPT, che è in grado di suggerire le risposte alle e-mail e di riscrivere frasi o interi paragrafi.

### Installazioni a portata di clic
365 si installa con la tecnologia Microsoft "A portata di clic" (Click-To-Run) che comporta che il materiale di installazione sia scaricato durante l'esecuzione del processo. Questo è vantaggioso perché evita di manipolare i pesanti pacchetti completi MSI.

## Office sul Web
Microsoft 365 non va confuso con Microsoft Office sul Web (conosciuto anche come Microsoft Office Online), che è il servizio gratuito (sotto forma di web app) di Microsoft per utilizzare Office in modalità web (ovvero attraverso un browser connesso a internet).
Successivamente al cambio nome del prodotto principale, Office sul Web ha preso il nome di Microsoft 365 online gratuito.

## Microsoft 365 Copilot
Nel marzo 2023 Microsoft ha annunciato il lancio a pagamento di Microsoft 365 Copilot, soluzione di intelligenza artificiale che consente l'autocompletamento dei file Office. Ispirata a GitHub Copilot, tale funzionalità prevede la creazione di sofisticate formule Excel a partire dai requisiti espressi in linguaggio naturale. L'intelligenza artificiale è anche capace di sintetizzare in tempo reale i punti salienti di una riunione, le posizioni divergenti e i possibili sviluppi nell'incontro successivo.
Faust Office è un'alternativa capace di generare codice con l'intelligenza artificiale, che però è eseguita in locale, senza salvare dati su server remoti.

## Microsoft Loop
Microsoft loop è una piattaforma di collaborazione online annunciata da Microsoft il 2 novembre 2021 come parte integrante dell'ultima versione di Microsoft 365.
Essa supporta la collaborazione fino a un massimo di 50 utenti. Il file è organizzato come un blocco note di diverse pagine corrispondenti ad altrettante aree di lavoro. Utenti diversi accedono ad area di lavoro differenti; ogni utente può essere abilitato a visualizzare solo una parte dei contenuti presenti nell'area di lavoro. In ogni area di lavoro possono essere inseriti dei componenti quali tabelle, grafici, elenchi puntati e contenuti provenienti dalle altre app Microsoft come Microsoft Word, Microsoft Teams e Microsoft Outlook.